# Filippo Campioli
Filippo Campioli (Modena, 21 febbraio 1982) è un altista italiano, finalista ai Giochi olimpici di Pechino 2008.

## Biografia

### Le prime rassegne internazionali giovanili e l’esordio con la Nazionale assoluta
Prima di dedicarsi all'atletica, ha praticato la pallacanestro ed il nuoto.
Nel 1998 partecipa in Cina alle Gymnasiadi di Shanghai finisce ottavo; nel 1999 al Festival olimpico della gioventù europea ad Esbjerg in Danimarca vince la medaglia di bronzo.
2001, agli Europei juniores di Grosseto (Italia) non riesce a qualificarsi per la finale.
Nel 2002 si laurea campione nazionale universitario e poi giunge settimo agli assoluti di Viareggio.
Nono classificato nel 2003 in Polonia agli Europei under 23 di Bydgoszcz; lo stesso anno esordisce con la maglia della Nazionale assoluta in Slovenia a Lubiana, dove termina terzo in un Incontro internazionale.
In Italia nei campionati nazionali vince il titolo promesse; prende parte ad entrambi gli assoluti (4º indoor e 6º all'aperto).
Nel 2004 conquista tre medaglie ai campionati italiani, due d'oro: diventa campione nazionale under 23 sia al coperto che outdoor ed inoltre si laurea vicecampione assoluto indoor.
Il 2005 lo vede vincere il bronzo agli assoluti indoor e poi giungere quarto agli assoluti di Bressanone.
Due volte finalista ai campionati italiani assoluti del 2006: quarto agli indoor e quinto agli assoluti di Torino.

### 2007-2010: i titoli italiani assoluti e le Olimpiadi di Pechino
Agli assoluti di Padova nel 2007 diventa per la prima volta campione nazionale; in precedenza aveva vinto il bronzo agli assoluti indoor.
Gareggia inoltre agli Europei indoor tenutisi in Gran Bretagna a Birmingham dove non va oltre la fase di qualificazione alla finale; invece si classifica quarto (ad appena 2 centimetri, 2,24 m a 2,26 m, dal bronzo dell'ucraino Viktor Shapoval) ai Mondiali militari di Hyderabad in India.
Il 2008 lo vede presente in Cina ai Giochi olimpici di Pechino: dopo aver superato il turno di qualificazione (unico italiano a riuscirci, eliminati Andrea Bettinelli ed Alessandro Talotti), conclude al 10º posto la gara di finale (dopo aver saltato alla prima prova sia i 2,15 m che i 2,20 m, esce dopo tre errori alla terza misura di gara pari a 2,25 m).

Durante la stagione indoor aveva partecipato in Spagna nei Mondiali al coperto di Valencia, dove non era riuscito a raggiungere la finale.
In Italia centra l'accoppiata di titoli assoluti nell'alto, vincendo sia al coperto che agli outdoor di Cagliari.
Nel 2009 in Grecia ad Atene vince la gara di salto in alto nella Coppa del mondo militare indoor; quarto classificato in Italia sia agli Europei indoor di Torino (a pari merito col russo Aleksandr Schustov a quota 2,29 m con un errore alla misura, la stessa senza errori dell'argento ex aequo del cipriota Kyriakos Iōannou e del russo Aleksej Dmitrik) che ai Giochi del Mediterraneo di Pescara (a soli 2 centimetri, 2,24 m a 2,26 m, dal bronzo del serbo Dragutin Topić).
Anche agli assoluti di Milano conclude in quarta posizione.
Dopo essere giunto sesto agli assoluti indoor, il 1º luglio del 2010 agli assoluti di Grosseto, dopo una precedente stagione outdoor di non eccelsi risultati, torna a conquistare il titolo italiano, il terzo outdoor dopo quelli del biennio 2007-2008 e con 2,28 m ottiene il minimo di partecipazione agli Europei di Barcellona in Spagna: nell'occasione non va oltre la qualificazione alla finale.

### 2011-2016: altre medaglie ai campionati assoluti
2011, vicecampione assoluto indoor e poi sesto classificato agli assoluti di Torino.
Nel 2012 vince la medaglia di bronzo agli assoluti al coperto e quella d'argento agli assoluti di Bressanone.
Dal 2013 al 2016 (non tesserato nell'annata sportiva 2014) entrambi gli anni compresi, ha saltato tutti i campionati italiani assoluti sia indoor che outdoor.
Da sempre allenato da Giuliano Corradi.
È l'ottavo miglior altista italiano all time capace di saltare almeno 2,30 metri sia indoor che outdoor; inoltre è anche il settimo altista italiano di sempre al coperto, proprio grazie ai 2,30 metri saltati a Novi Sad (Serbia) l'8 febbraio del 2008.

## Progressione

### Salto in alto
| Stagione | Misura | Luogo        | Data      | Rank. Mond. |
| -------- | ------ | ------------ | --------- | ----------- |
| 2016     | 2,05 m | Modena       | 22-5-2016 | -           |
| 2013     | 2,09 m | Imola        | 12-5-2013 | -           |
| 2012     | 2,25 m | Bressanone   | 8-7-2012  | -           |
| 2011     | 2,22 m | Orvieto      | 22-5-2011 | -           |
| 2010     | 2,28 m | Grosseto     | 1-7-2010  | -           |
| 2009     | 2,25 m | Modena       | 17-5-2009 | -           |
| 2008     | 2,30 m | Formia       | 20-6-2008 | -           |
| 2007     | 2,27 m | Algeri       | 21-6-2007 | -           |
| 2006     | 2,25 m | Celle Ligure | 8-6-2006  | -           |
| 2005     | 2,20 m | Nembro       | 6-7-2005  | -           |

### Salto in alto indoor
| Stagione | Misura | Luogo    | Data      | Rank. Mond. |
| -------- | ------ | -------- | --------- | ----------- |
| 2012     | 2,27 m | Hirson   | 21-1-2012 | -           |
| 2011     | 2,23 m | Ancona   | 20-2-2011 | -           |
| 2010     | 2,22 m | Eaubonne | 12-2-2010 | -           |
| 2009     | 2,30 m | Torino   | 6-3-2009  | -           |
| 2008     | 2,30 m | Novi Sad | 8-2-2008  | -           |
| 2007     | 2,27 m | Tampere  | 4-2-2007  | -           |
| 2006     | 2,20 m | Ancona   | 21-1-2006 | -           |
| 2005     | 2,24 m | Ancona   | 20-2-2005 | -           |

## Palmares
| Anno | Manifestazione                           | Sede       | Evento        | Risultato | Misura | Note   |
| ---- | ---------------------------------------- | ---------- | ------------- | --------- | ------ | ------ |
| 1998 | Gymnasiadi                               | Shanghai   | Salto in alto | 8º        |        | [ 2 ]  |
| 1999 | Festival olimpico della gioventù europea | Esbjerg    | Salto in alto | Bronzo    | 2,08 m | [ 3 ]  |
| 2001 | Europei juniores                         | Grosseto   | Salto in alto | 15º       | 2,09 m | [ 4 ]  |
| 2003 | Europei under 23                         | Bydgoszcz  | Salto in alto | 9º        | 2,18 m | [ 5 ]  |
| 2007 | Europei indoor                           | Birmingham | Salto in alto | 21º       | 2,13 m | [ 6 ]  |
| 2007 | Mondiali militari                        | Hyderabad  | Salto in alto | 4º        | 2,24 m | [ 7 ]  |
| 2008 | Mondiali indoor                          | Valencia   | Salto in alto | 15º       | 2,15 m | [ 8 ]  |
| 2008 | Giochi olimpici                          | Pechino    | Salto in alto | 10º       | 2,20 m | [ 8 ]  |
| 2009 | Europei indoor                           | Torino     | Salto in alto | 4º        | 2,29 m | [ 9 ]  |
| 2009 | Giochi del Mediterraneo                  | Pescara    | Salto in alto | 4º        | 2,24 m | [ 9 ]  |
| 2010 | Europei                                  | Barcellona | Salto in alto | 14º       | 2,23 m | [ 10 ] |

## Campionati nazionali
- 3 volte campione assoluto nel salto in alto (2007, 2008, 2010)
- 1 volta campione assoluto indoor nel salto in alto (2008)
- 1 volta campione universitario nel salto in alto (2002)
- 1 volta campione promesse indoor nel salto in alto (2004)
- 2 campione promesse nel salto in alto (2003, 2004)

2002
- Oro ai Campionati nazionali universitari, (Chieti), Salto in alto - 2,10 m[11]
- 7º ai Campionati italiani assoluti, (Viareggio), Salto in alto - 2,16 m[12]

2003
- 4º ai Campionati italiani assoluti indoor, (Genova), Salto in alto - 2,17 m[13]
- Oro ai Campionati italiani juniores e promesse, (Grosseto), Salto in alto - 2,20 m[14]
- 6º ai Campionati italiani assoluti, (Rieti), Salto in alto - 2,15 m[14]

2004
- Oro ai Campionati italiani allievi-juniores-promesse indoor, (Ancona), Salto in alto - 2,23 m[15]
- Argento ai Campionati italiani assoluti indoor, (Genova), Salto in alto - 2,20 m[15]
- Oro ai Campionati italiani juniores e promesse, (Rieti), Salto in alto - 2,20 m[16]

2005
- Bronzo ai Campionati italiani assoluti indoor, (Ancona), Salto in alto - 2,24 m[17]
- 4º ai Campionati italiani assoluti, (Bressanone), Salto in alto - 2,20 m[18]

2006
- 4º ai Campionati italiani assoluti indoor, (Ancona), Salto in alto - 2,19 m[19]
- 5º ai Campionati italiani assoluti, (Torino), Salto in alto - 2,19 m[20]

2007
- Bronzo ai Campionati italiani assoluti indoor, (Ancona), Salto in alto - 2,18 m[21]
- Oro ai Campionati italiani assoluti, (Padova), Salto in alto - 2,26 m[22]

2008
- Oro ai Campionati italiani assoluti indoor, (Genova), Salto in alto - 2,26 m[23]
- Oro ai Campionati italiani assoluti, (Cagliari), Salto in alto - 2,25 m[24]

2009
- 4º ai Campionati italiani assoluti, (Milano), Salto in alto - 2,25 m[25]

2010
- 6º ai Campionati italiani assoluti indoor, (Ancona), Salto in alto - 2,18 m[26]
- Oro ai Campionati italiani assoluti, (Grosseto), Salto in alto - 2,28 m[27]

2011
- Argento ai Campionati italiani assoluti indoor, (Ancona), Salto in alto - 2,23 m[28]
- 6º ai Campionati italiani assoluti, (Torino), Salto in alto - 2,14 m[29]

2012
- Bronzo ai Campionati italiani assoluti indoor, (Ancona), Salto in alto - 2,26 m[30]
- Argento ai Campionati italiani assoluti, (Bressanone), Salto in alto - 2,25 m[31]

## Altre competizioni internazionali
2001
- Bronzo nell'Incontro internazionale juniores indoor Francia-Italia-Gran Bretagna-Germania, ( Vittel), Salto in alto - 2,12 m[32]

2002
- Oro nell'Incontro internazionale under 23, ( Macerata), Salto in alto - 2,15 m[33]

2003
- Bronzo nell'Incontro internazionale, ( Lubiana), Salto in alto - 2,18 m[34]

2004
- 5º nell'Incontro internazionale indoor, ( Glasgow), Salto in alto - 2,19 m[35]
- Oro nell'Incontro internazionale under 23 Gran Bretagna-Germania-Italia, ( Manchester), Salto in alto - 2,15 m[36]

2007
- Oro nell'Incontro internazionale indoor Finlandia-Italia, ( Tampere), Salto in alto - 2,27 m[6]

2008
- Oro nell'Incontro internazionale indoor Italia-Finlandia, ( Ancona), Salto in alto - 2,25 m[8]

2009
- Argento nell'Incontro internazionale indoor Italia-Finlandia, ( Tampere), Salto in alto - 2,22 m[9]
- Oro nella Coppa del mondo militare indoor, ( Atene), Salto in alto - 2,24 m[37]